# 외침

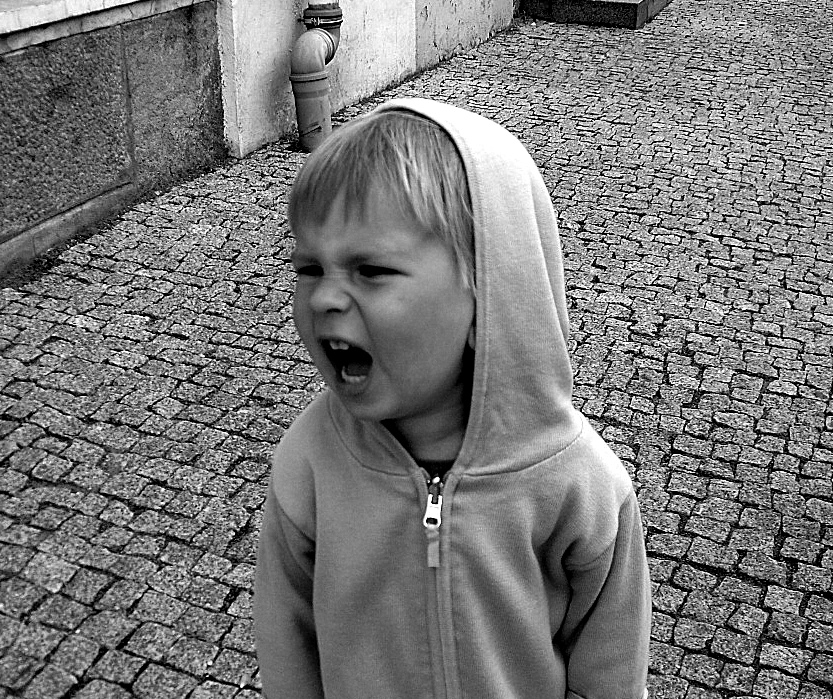
화가 난 소년이 소리를 지르고 있다.

외침, 고함(高喊)은 공기가 평소 발성에 쓰이는 것보다 더 큰 힘으로 성대를 통해 전달되는 시끄러운 발성이다. 인간을 포함하여 허파를 보유하고 있는 모든 생물들이 수행할 수 있다. 여러 사람이 함께 수반되는 경우 함성(喊聲)이라는 표현을 사용한다.
공포, 통증, 짜증, 놀람, 즐거움, 흥분, 분노 등 강한 감정적 요소가 수반되는 본능적 행동 또는 반사적 행동을 종종 나타낸다.

## 유니코드
| 미리 보기      | 😱                     | 😱                     |
| -------------- | ---------------------- | ---------------------- |
| 유니코드 이름  | FACE SCREAMING IN FEAR | FACE SCREAMING IN FEAR |
| 인코딩         | 10진                   | 16진                   |
| 유니코드       | 128561                 | U+1F631                |
| UTF-8          | 240 159 152 177        | F0 9F 98 B1            |
| UTF-16         | 55357 56881            | D83D DE31              |
| 수치 문자 참조 | &#128561;              | &#x1F631;              |

## 같이 보기
- 그로울링
- 빌헬름의 비명